# 京都の自然200選
京都の自然200選（きょうとのしぜんにひゃくせん）は、京都府が選定した202点の自然環境。

## 歴史
1990年（平成2年）7月に京都府が設置した「京都府緑と文化の基金」を活用し、京都府に所在する優れた自然環境を紹介したり府民の関心を高めたりすることを目的として選定された。1991年（平成3年）6月には植物部門50点が選定され、1992年（平成4年）9月には動物部門45点と植物部門（植物群落）5点が選定され、1993年（平成5年）8月には地形・地質部門46点が選定され、1995年（平成7年）3月には歴史的自然環境部門56点が選定された。いずれも自治体や府民から推薦された自然環境について「京都の自然200選選定委員会」（委員長は四手井綱英京都大学名誉教授）が審議して選定された。

## 一覧

### 丹後
| 自治体   | 名称                                                                                             | 分類             |
| -------- | ------------------------------------------------------------------------------------------------ | ---------------- |
| 京丹後市 | 縁城寺の「シイ林」                                                                               | 植物             |
| 京丹後市 | 五十河の「内山ブナ林」                                                                           | 植物             |
| 京丹後市 | 生王部神社の「スダジイ」                                                                         | 植物             |
| 京丹後市 | 萬福寺の「文殊のマツ」                                                                           | 植物             |
| 京丹後市 | 木橋の「スダジイ（荒神さん）」                                                                   | 植物             |
| 京丹後市 | トウテイラン、ハイネズ群落（箱石砂丘）                                                           | 植物             |
| 京丹後市 | 甲山の「ヒシ（おーくのフシ）」                                                                   | 植物             |
| 京丹後市 | ヒダサンショウウオ等の生息する磯砂山系の河川上流やその周辺の湿地帯                               | 動物             |
| 京丹後市 | アベサンショウウオの生息する丹後半島                                                             | 動物             |
| 京丹後市 | クマタカの生息する内山山系                                                                       | 動物             |
| 京丹後市 | アユ、ヤマメ、アユカケ、カジカガエルなどの生息する宇川流域                                       | 動物             |
| 京丹後市 | 小動物（トンボ類、カジカガエル等）や野鳥（カッコウ、オオルリ等）の生息する味土野（ガラシャの里） | 動物             |
| 京丹後市 | オオハクチョウ、コハクチョウの飛来する久美浜湾                                                   | 動物             |
| 京丹後市 | チドリ類が飛来し、微小貝類の生息する琴引浜                                                       | 動物／地形・地質 |
| 京丹後市 | 磯砂山                                                                                           | 地形・地質       |
| 京丹後市 | 離湖                                                                                             | 地形・地質       |
| 京丹後市 | 郷村断層                                                                                         | 地形・地質       |
| 京丹後市 | 丹後の海岸地形（城島、立岩、筆石海岸段丘、屏風岩、犬ヶ岬、丹後松島）                             | 地形・地質       |
| 京丹後市 | 経ヶ岬                                                                                           | 地形・地質       |
| 京丹後市 | 野間谷峡谷                                                                                       | 地形・地質       |
| 京丹後市 | 兜山                                                                                             | 地形・地質       |
| 京丹後市 | 小天橋                                                                                           | 地形・地質       |
| 京丹後市 | 権現山                                                                                           | 歴史的自然環境   |
| 京丹後市 | 大野城趾（大野神社）                                                                             | 歴史的自然環境   |
| 京丹後市 | 上山寺                                                                                           | 歴史的自然環境   |
| 京丹後市 | 大明神岬                                                                                         | 歴史的自然環境   |
| 宮津市   | 成相寺の「逆スギ」                                                                               | 植物             |
| 宮津市   | 大フケ湿原                                                                                       | 地形・地質       |
| 宮津市   | 天橋立                                                                                           | 地形・地質       |
| 宮津市   | 金引の滝                                                                                         | 地形・地質       |
| 宮津市   | 普甲峠の石畳道                                                                                   | 歴史的自然環境   |
| 宮津市   | 由良の門（戸）                                                                                   | 歴史的自然環境   |
| 与謝野町 | 滝の「千年ツバキ」                                                                               | 植物             |
| 与謝野町 | 権現山の「大シイ」                                                                               | 植物             |
| 与謝野町 | 神宮寺の「コウヤマキ」                                                                           | 植物             |
| 与謝野町 | コハクチョウの飛来する阿蘇海                                                                     | 動物             |
| 与謝野町 | オオサンショウウオの生息する岩屋川                                                               | 動物             |
| 与謝野町 | 大江山                                                                                           | 地形・地質       |
| 与謝野町 | 大師山                                                                                           | 歴史的自然環境   |
| 与謝野町 | 大内峠                                                                                           | 歴史的自然環境   |
| 与謝野町 | 雲岩寺跡（雲岩公園）                                                                             | 歴史的自然環境   |
| 伊根町   | 青島の「シイ林」                                                                                 | 植物             |
| 伊根町   | 津母海蝕洞の鍾乳石                                                                               | 地形・地質       |
| 伊根町   | カマヤ海岸                                                                                       | 地形・地質       |
| 伊根町   | 布引の滝                                                                                         | 地形・地質       |
| 伊根町   | 徐福伝説の地（新井崎神社）                                                                       | 歴史的自然環境   |

### 中丹
| 自治体   | 名称                                                                                 | 分類           |
| -------- | ------------------------------------------------------------------------------------ | -------------- |
| 舞鶴市   | 金剛院の「千年ガヤ」                                                                 | 植物           |
| 舞鶴市   | ウミネコの生息する沓島及び舞鶴湾一帯                                                 | 動物           |
| 舞鶴市   | オオミズナギドリの生息する冠島                                                       | 動物           |
| 舞鶴市   | 青葉山                                                                               | 地形・地質     |
| 舞鶴市   | 金剛院                                                                               | 歴史的自然環境 |
| 舞鶴市   | 真名井の清水                                                                         | 歴史的自然環境 |
| 舞鶴市   | 由良の門（戸）                                                                       | 歴史的自然環境 |
| 福知山市 | 長安寺の「薬師如来御霊木（授乳のイチョウ）」                                         | 植物           |
| 福知山市 | 轟水満宮の「モミ」                                                                   | 植物           |
| 福知山市 | 大歳神社の「イチョウ」                                                               | 植物           |
| 福知山市 | 南有路の「才ノ神のフジ」                                                             | 植物           |
| 福知山市 | 天岩戸神社の「暖温帯植物群」                                                         | 植物           |
| 福知山市 | サケの遡上する由良川                                                                 | 動物           |
| 福知山市 | ヤマセミの生息する川合川周辺                                                         | 動物           |
| 福知山市 | チョウ類（イチモンジチョウ、コミスジ等）の生息する円満院付近                         | 動物           |
| 福知山市 | シジミチョウ類（エゾミドリシジミ、フジミドリシジミ、ウラクロシジミ）の生息する大江山 | 動物           |
| 福知山市 | 小倉玄武岩                                                                           | 地形・地質     |
| 福知山市 | 大江山                                                                               | 地形・地質     |
| 福知山市 | 二瀬川渓流                                                                           | 地形・地質     |
| 福知山市 | 大原神社                                                                             | 歴史的自然環境 |
| 福知山市 | 天寧寺                                                                               | 歴史的自然環境 |
| 福知山市 | 元伊勢三社（皇大神社、豊受大神社、天岩戸神社）                                       | 歴史的自然環境 |
| 綾部市   | 頭巾山のブナ林                                                                       | 植物           |
| 綾部市   | 光明寺の「幻の大トチ」                                                               | 植物           |
| 綾部市   | 立岩                                                                                 | 地形・地質     |
| 綾部市   | 弥仙山                                                                               | 地形・地質     |
| 綾部市   | 早稲谷川上流域の滝群                                                                 | 地形・地質     |
| 綾部市   | 八幡山（高津八幡宮・高津城跡）                                                       | 歴史的自然環境 |
| 綾部市   | 山家城址                                                                             | 歴史的自然環境 |
| 綾部市   | 丹波安国寺                                                                           | 歴史的自然環境 |
| 綾部市   | 頭巾山                                                                               | 歴史的自然環境 |

### 中部
| 自治体   | 名称                                                                     | 分類           |
| -------- | ------------------------------------------------------------------------ | -------------- |
| 京丹波町 | 九手神社の「アラカシ」                                                   | 植物           |
| 京丹波町 | 須知の「源水の大スギ」                                                   | 植物           |
| 京丹波町 | 質美八幡宮の「スギ・ヒノキ並木」                                         | 植物           |
| 京丹波町 | 仏主の「6種の木が宿るカツラ（七色の木）」                                | 植物           |
| 京丹波町 | 長老山のイワカガミ群落                                                   | 植物           |
| 京丹波町 | 野鳥（シジュウカラ、キジ等）の生息する中台、八田区の山林                 | 動物           |
| 京丹波町 | 琴滝                                                                     | 地形・地質     |
| 京丹波町 | 質志鐘乳洞                                                               | 地形・地質     |
| 京丹波町 | 由良川の河岸段丘                                                         | 地形・地質     |
| 京丹波町 | 権現の滝                                                                 | 地形・地質     |
| 京丹波町 | 酒治志神社                                                               | 歴史的自然環境 |
| 京丹波町 | 祥雲寺                                                                   | 歴史的自然環境 |
| 南丹市   | 朝倉神社の「千妻の大スギ」                                               | 植物           |
| 南丹市   | 八木の「黒住の大ケヤキ」                                                 | 植物           |
| 南丹市   | 日吉神社の「タネスギ」（2018年台風で倒壊）                               | 植物           |
| 南丹市   | 笛吹神社の「スギ」                                                       | 植物           |
| 南丹市   | 大原神社の「ケヤキ」                                                     | 植物           |
| 南丹市   | カワセミの生育する園部川流域（仁江地区）                                 | 動物           |
| 南丹市   | アユモドキの生育する灌漑用水路（八木町）                                 | 動物           |
| 南丹市   | ツキノワグマ、ニホンカモシカ、オオタカ、クマタカ等の生息する芦生原生林   | 動物           |
| 南丹市   | オオサンショウウオ、カジカガエル等の生息する棚野川流域                   | 動物           |
| 南丹市   | 鳥類（ヤマガラ、アカゲラ等）、魚類（オヤニラミ等）の生息する由良川源流域 | 動物           |
| 南丹市   | るり渓                                                                   | 地形・地質     |
| 南丹市   | 文覚池                                                                   | 地形・地質     |
| 南丹市   | 由良川上流（美山川）                                                     | 地形・地質     |
| 南丹市   | 小向山と園部城跡                                                         | 歴史的自然環境 |
| 南丹市   | 城山（八木城跡）                                                         | 歴史的自然環境 |
| 南丹市   | 海老谷                                                                   | 歴史的自然環境 |
| 南丹市   | 頭巾山                                                                   | 歴史的自然環境 |
| 亀岡市   | 平の沢公園の「オニバス」                                                 | 植物           |
| 亀岡市   | 国分寺の「乳イチョウ」                                                   | 植物           |
| 亀岡市   | 與能神社の「社叢林」                                                     | 植物           |
| 亀岡市   | ムササビの生息する愛宕神社の森                                           | 動物           |
| 亀岡市   | ホトケドジョウの生息する小溝（薭田野地区）                               | 動物           |
| 亀岡市   | アユモドキの生息する灌漑用水路（亀岡市）                                 | 動物           |
| 亀岡市   | オオサンショウウオの生息する犬飼川流域                                   | 動物           |
| 亀岡市   | 保津峡                                                                   | 地形・地質     |
| 亀岡市   | 薭田野の菫青石仮晶                                                       | 地形・地質     |
| 亀岡市   | 出雲大神宮                                                               | 歴史的自然環境 |
| 亀岡市   | 老ノ坂峠（山陰道）                                                       | 歴史的自然環境 |

### 京都市
| 自治体 | 名称                                                                   | 分類           |
| ------ | ---------------------------------------------------------------------- | -------------- |
| 京都市 | 峰定寺の「花背の三本スギ」                                             | 植物           |
| 京都市 | 阿弥陀寺の「古知谷のカエデ」                                           | 植物           |
| 京都市 | 金閣寺の「イチイガシ」                                                 | 植物           |
| 京都市 | 青蓮院の「クスノキ」                                                   | 植物           |
| 京都市 | 白山神社の「ツクバネガシ」                                             | 植物           |
| 京都市 | 八丁の「シャクナゲ群落」                                               | 植物           |
| 京都市 | 水生生物（ミズグモ、水生植物等）が群生し、カモ等の水鳥の飛来する深泥池 | 動物           |
| 京都市 | ユリカモメの飛来する鴨川流域                                           | 動物           |
| 京都市 | ツバメの野営する向島観月橋下流（宇治川）左岸のヨシ原                   | 動物           |
| 京都市 | モリアオガエル、ムカシトンボの生育する北山（鞍馬、貴船一帯）           | 動物           |
| 京都市 | ヒサマツミドリシジミの生息する久多オグロ坂                             | 動物           |
| 京都市 | チョウ類（ギフチョウ、オオムラサキ）の生息する岩倉一帯                 | 動物           |
| 京都市 | キマダラルリツバメ、ゲンジボタルの生育する疏水（哲学の道）             | 動物           |
| 京都市 | アオバズクが営巣している宗像神社の森                                   | 動物           |
| 京都市 | 八丁平                                                                 | 地形・地質     |
| 京都市 | 雲取山                                                                 | 地形・地質     |
| 京都市 | 「京見峠道」切割の層状チャートの褶曲                                   | 地形・地質     |
| 京都市 | 保津峡                                                                 | 地形・地質     |
| 京都市 | 滝又の滝                                                               | 地形・地質     |
| 京都市 | 船岡山                                                                 | 歴史的自然環境 |
| 京都市 | 花背大悲山                                                             | 歴史的自然環境 |
| 京都市 | 小塩山                                                                 | 歴史的自然環境 |
| 京都市 | 糺の森                                                                 | 歴史的自然環境 |
| 京都市 | 琵琶湖疏水（山科域）                                                   | 歴史的自然環境 |
| 京都市 | 醍醐山                                                                 | 歴史的自然環境 |
| 京都市 | 雙ケ岡                                                                 | 歴史的自然環境 |
| 京都市 | 常照皇寺                                                               | 歴史的自然環境 |
| 京都市 | 山国神社                                                               | 歴史的自然環境 |

### 南部
| 自治体     | 名称                                                                   | 分類           |
| ---------- | ---------------------------------------------------------------------- | -------------- |
| 向日市     | 西ノ岡丘陵の「竹林（孟宗竹）」                                         | 植物           |
| 向日市     | 向日神社                                                               | 歴史的自然環境 |
| 長岡京市   | 光明寺の「ビャクシン」                                                 | 植物           |
| 長岡京市   | ゲンジボタルの生息する小泉川                                           | 動物           |
| 長岡京市   | 長岡天満宮                                                             | 歴史的自然環境 |
| 大山崎町   | 桂川、木津川、宇治川三川合流地                                         | 地形・地質     |
| 大山崎町   | 天王山                                                                 | 地形・地質     |
| 宇治市     | 東笠取の「カヤ」                                                       | 植物           |
| 宇治市     | フクロウ、ミミズクの生息する山城総合運動公園野鳥の森及びその周辺域     | 動物           |
| 宇治市     | カワセミの生息する天ヶ瀬ダム湖（鳳凰湖）                               | 動物           |
| 宇治市     | 野鳥（コミミズク、ケリ等）の生息する巨椋池干拓地                       | 動物           |
| 宇治市     | 興聖寺                                                                 | 歴史的自然環境 |
| 宇治市     | 白山神社                                                               | 歴史的自然環境 |
| 城陽市     | 寺田小学校の「クヌギ」                                                 | 植物           |
| 城陽市     | 水生生物（イタセンパラ、スッポン等）の生息する木津川右岸域             | 動物           |
| 城陽市     | 鴨谷の滝                                                               | 地形・地質     |
| 城陽市     | 水度神社の参道の松並木                                                 | 歴史的自然環境 |
| 城陽市     | 上津屋の渡し跡（上津屋橋周辺）                                         | 歴史的自然環境 |
| 久御山町   | 雙栗神社の「クスノキ」                                                 | 植物           |
| 久御山町   | 野鳥（コミミズク、ケリ等）の生息する巨椋池干拓地                       | 動物           |
| 久御山町   | 前川堤の桜並木（東一口）                                               | 歴史的自然環境 |
| 久御山町   | 上津屋の渡し跡（上津屋橋周辺）                                         | 歴史的自然環境 |
| 八幡市     | 石清水八幡宮の「クスノキ林」                                           | 植物           |
| 八幡市     | 石清水八幡宮の「タブノキ」                                             | 植物           |
| 八幡市     | チョウ類（ミズチョウ、ホシミズジ等）の生息する男山周辺域               | 動物           |
| 八幡市     | 桂川、木津川、宇治川三川合流地                                         | 地形・地質     |
| 八幡市     | 男山                                                                   | 歴史的自然環境 |
| 八幡市     | 上津屋の渡し跡（上津屋橋周辺）                                         | 歴史的自然環境 |
| 京田辺市   | 咋岡神社の「スダジイ」                                                 | 植物           |
| 京田辺市   | 小動物（タヌキ、ウサギ等）や野鳥（キジ、ヒヨドリ等）の生息する甘南備山 | 動物           |
| 京田辺市   | 虚空蔵谷の滝                                                           | 地形・地質     |
| 京田辺市   | 飯岡丘陵                                                               | 地形・地質     |
| 京田辺市   | 草路城跡（咋岡神社）                                                   | 歴史的自然環境 |
| 井手町     | 木津川堤防沿の「国道のエノキ」                                         | 植物           |
| 井手町     | ゲンジボタルの生息する南谷川                                           | 動物           |
| 井手町     | 龍王の滝                                                               | 地形・地質     |
| 井手町     | 高神社                                                                 | 歴史的自然環境 |
| 宇治田原町 | 禅定寺の「常緑落葉広葉樹混交林」                                       | 植物           |
| 宇治田原町 | ゲンジボタルの生息する田原川                                           | 動物           |
| 宇治田原町 | 宇治田原の貝化石層                                                     | 地形・地質     |
| 宇治田原町 | 禅定寺                                                                 | 歴史的自然環境 |

### 相楽
| 自治体   | 名称                                         | 分類           |
| -------- | -------------------------------------------- | -------------- |
| 木津川市 | 相楽神社の「ケヤキ」                         | 植物           |
| 木津川市 | 海住山寺の「ヤマモモ」                       | 植物           |
| 木津川市 | サワガニの生息する鳴子川、不動川等中・上流域 | 動物           |
| 木津川市 | 三上山地形・地質                             |                |
| 木津川市 | 光明仙（光明山寺跡）                         | 歴史的自然環境 |
| 木津川市 | 相楽神社                                     | 歴史的自然環境 |
| 木津川市 | 当尾                                         | 歴史的自然環境 |
| 木津川市 | 井平尾                                       | 歴史的自然環境 |
| 笠置町   | 有市の「神のスギ」                           | 植物           |
| 笠置町   | 布目川                                       | 地形・地質     |
| 笠置町   | 笠置山                                       | 地形・地質     |
| 和束町   | 八坂神社の「大スギさん」                     | 植物           |
| 和束町   | 百丈岩                                       | 地形・地質     |
| 和束町   | 鷲峰山                                       | 地形・地質     |
| 精華町   | 来迎寺の「クスノキ」                         | 植物           |
| 精華町   | 新殿神社                                     | 歴史的自然環境 |
| 南山城村 | 福常寺の「ヒノキ」                           | 植物           |
| 南山城村 | ハッチョウトンボの生息する湿地（田山地区）   | 動物           |
| 南山城村 | ヤマセミの生息する高山ダム右岸域             | 動物           |
| 南山城村 | 不動の滝                                     | 地形・地質     |
| 南山城村 | 夢絃峡                                       | 地形・地質     |
| 南山城村 | 六所神社                                     | 歴史的自然環境 |

## 公式サイト
- 公式ウェブサイト
- 「京都の自然200選」選定一覧